# Opius cocafluvianus
Opius cocafluvianus är en stekelart som beskrevs av Fischer 1968. Opius cocafluvianus ingår i släktet Opius och familjen bracksteklar. Inga underarter finns listade i Catalogue of Life.